# تورکستن بلانکرو
تورقوستین بلنکروپت (به فرانسوی: Turquestein-Blancrupt) یک کمون در فرانسه است که در Canton of Lorquin واقع شده است.

## خصوصیات
تورقوستین بلنکروپت ۳۰٫۰۴ کیلومترمربع مساحت و ۲۱ نفر جمعیت دارد و ۴۵۰ متر بالاتر از سطح دریا واقع شده است.